# Anatol Jegliński

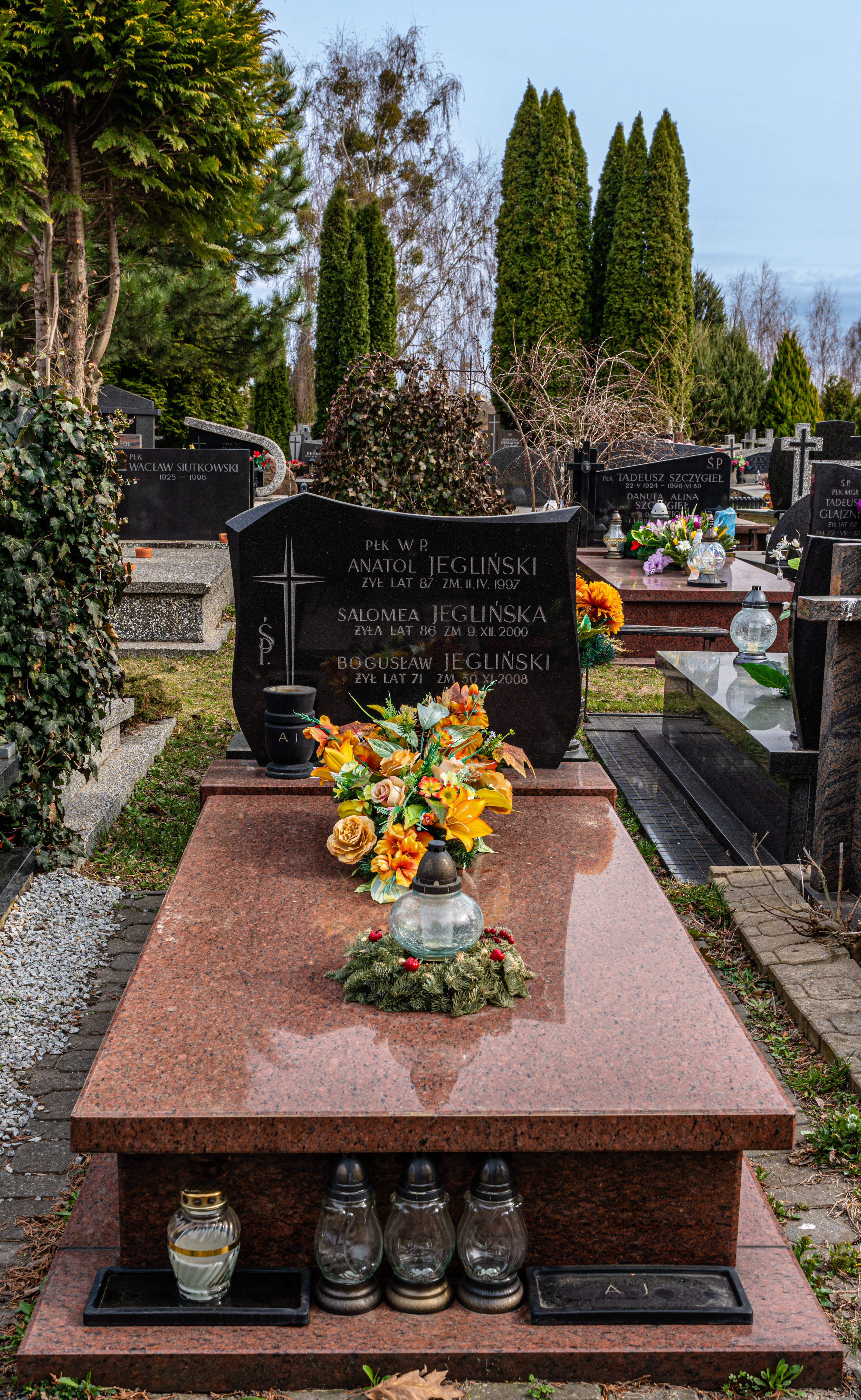
Grób Anatola Jeglińskiego na cmentarzu komunalnym Północnym w Warszawie

Anatol Jegliński (ur. 20 sierpnia 1910 w Omsku, zm. 11 kwietnia 1997 w Warszawie) – oficer Ludowego Wojska Polskiego (1943–1944) i Armii Czerwonej (1944–1945) w czasie II wojny światowej. Po wojnie był oficerem Ministerstwa Bezpieczeństwa Publicznego, a następnie Ministerstwa Spraw Wewnętrznych. Oficer Departamentu II (technika operacyjna, perlustracja korespondencji oraz ewidencji) Ministerstwa Bezpieczeństwa Publicznego. Dyrektor Biura B.O. (przeciwdziałanie wrogiej propagandzie radiowej) Ministerstwa Bezpieczeństwa Publicznego. Szef Zarządu Wydzielonej Łączności Radiowej MSW, a następnie Szef Zarządu Łączności MSW. Odpowiedzialny za zwalczanie wrogiej propagandy. Po II wojnie światowej, jeden z założycieli Polskiego Związku Krótkofalowców, a następnie dwukrotnie prezes tej organizacji.
Został pochowany na cmentarzu Północnym w Warszawie.

## Awanse
| miesiąc | rok  | stopień      |
| ------- | ---- | ------------ |
| V       | 1944 | szeregowy    |
| IV      | 1945 | porucznik    |
| I       | 1946 | kapitan      |
| VII     | 1947 | major        |
| VII     | 1950 | podpułkownik |
| XII     | 1955 | pułkownik    |